# Nede Mette
"Nede Mette" er en single af den danske sanger Blak, udgivet i 2016. Ved Danish Music Awards i 2016 vandt sangen prisen som "Årets Clubnavn".

## Komposition
Sangen er skrevet Henrik Blak og Besmir Ismaili.

## Hitlister
| Hitliste (2016)        | Højeste placering |
| ---------------------- | ----------------- |
| Danmark (Track Top-40) | 1                 |

| Land | Certificering | Salg    |
| --- | ------------- | ------- |
| Danmark (IFPI Danmark) | 2× Platin     | 60.000^ |
| *Salgstal baseret på certificering alene. ^Forsendelsestal baseret på certificering alene. xUspecificerede tal baseret på certificering alene. |               |         |